# Rovdefjorden
Rovdefjorden er en 13 kilometer lang fjord på Sunnmøre i Møre og Romsdal fylke i Norge. Den ligger i kommunerne Vanylven, Sande, Herøy, Ulstein og Volda. Fjorden ligger på sydsiden af Gurskøya og nord for Rovdestranda.
I vest starter fjorden ved Syvdsnes og Støylane som en fortsættelse af Hallefjorden. Vest for Syvdsnes går Syvdsfjorden mod syd. Rovde ligger på sydsiden af fjorden langs riksvei 652 som går her. I øst ender fjorden ved Yksnøya og Svinvikneset. På den anden side af Svinvikneset begynder Voldsfjorden som går mod syd.
Rovdefjorden er op til 501 meter dyb ved overgangen til Voldsfjorden.